# 장남 (후한)
장남(張南, ? ~ ?)은 중국 후한 말의 무장이다.

## 생애
원희(袁熙)를 섬겼다.
205년 장남은 동료 초촉(焦触)과 함께 원희를 배반하여 공격했으며, 원희는 동생 원상(袁尙)과 함께 원소 때부터 우호적이었던 오환족에게로 달아났다. 그 후 조조(曹操)에게 항복하여 열후(列侯)로 봉해졌으며, 탁군태수로 임명되었다.
이후 유주에서는 원상의 사주로 보이는 대규모의 반란이 일어났으며, 이와 동시에 오환이 군사를 일으켜 어양군(漁陽郡)을 공격하였다. 이때 유주자사와 탁군태수(涿郡太守)가 곽노(霍奴)와 조독(趙犢)에게 살해되었다고 기록되어 있는데, 이후의 행적은이 기록된 바가 없으므로, 여기서 말하는 태수는 장남을 가리키는 것일 가능성이 높아 보인다.
이에 조조가 직접 출진하여 4개월에 걸친 전투 끝에 간신히 반란을 진압했으나 오환은 재빨리 국경 밖으로 달아났다. 조조는 오환과의 전면전을 고려하고 있었으나 이 무렵 고간이 조조에 대한 반란을 일으켰으며 악진과 이전이 이 진압에 실패했기 때문에 직접 병주로 향하게 된다. 이후에도 오환의 지원을 받은 원상은 수 차례 국경을 넘어와 공격을 가했는데, 유주는 번번이 격파되었고 수십 만의 백성들이 오환으로 끌려갔다. 이토록 원상에 의한 위험이 점점 심각해짐에 따라 마침내 조조는 직접 대군을 이끌고 오환 공격에 나서게 된다.

## 《삼국지연의》에서의 장남
조조가 원담(袁譚)의 근거지인 남피(南皮)를 공격하자 원희는 장남과 초촉을 보내 형을 돕게 했다. 그러나 이들은 남피성이 함락된 것을 보고 조조에게 항복하여 열후에 봉해졌다. 이후 유주로 달아난 원희와 원상을 공격했다.
조조가 강동의 손권(孫權)을 공격하기 위해 대군을 일으켰을 때 장남은 초촉과 함께 손권군을 칠 것을 자원하여 군사 5백을 받고 공격에 나섰다. 그러나 초촉이 한당(韓當)에게 죽자, 한당을 베려 하다가 주태(周泰)의 공격을 받아 죽었다.